# Masnada
Pour les autres significations, voir Masnada (homonymie).
Masnada est un groupe de nu metal français, originaire de Jarny, en Meurthe-et-Moselle. Le groupe compte deux albums studio, un album live, et un EP.

## Biographie
Masnada est formé en 1996 à Jarny. Trois ans plus tard, en 1999, ils publient un EP cinq titres auto-produit intitulé Hain Teny. Il suit de l'album live Masnada live aux Eurockéennes qui, comme le titre l'indique, comprend une performance du groupe aux Eurockéennes de Belfort où ils deviennent la révélation du festival. Pendant cette performance, ils y jouent leur premier EP.
En 2001, le Masnada publie son premier album studio, intitulé Mas 001,. Il entre dans le top 10 des meilleures ventes auto produites de la Fnac. L'album est bien accueilli par la presse spécialisée, et le groupe se lance en tournée, Mas 001 Tour en son soutien. Ils jouent notamment aux côtés de groupes comme Mass Hysteria, Lofofora, Watcha, et Pleymo, et finissent par vendre quelque 5 000 exemplaires de leur album en France, et 3 000 exemplaires au Japon en 2004. 
En 2004, Masnada signe chez la major Sony Music et annonce la sortie de l'album Maîtres du je pour le 10 septembre la même année,. Ils jouent ensuite quelques dates et une tournée au Japon d’une semaine. La sortie de l'album marque, néanmoins, le départ de Vince. Un troisième album est annoncé, mais ne verra jamais le jour. Depuis, le groupe ne donne plus signe de vie.

## Style musical
Le style musical de Masnada laisse une place importante aux guitares et à un rythme puissant. Le tout est posé sur un fond techno stimulant. Le groupe accorde aussi un soin particulier aux textes des chansons. Le groupe est souvent défini comme un croisement de Lofofora et Mass Hysteria.

## Membres

### Membres actuels
- Jérémy "G-Rem" Barczynski - chant (1996-2006)
- Hervé "Woz" Wozniak - basse (1996-2006)
- Antony "Anton" Giangiulio - batterie (1996-2006)
- David "Dav" Doré - guitare (2004-2006)

### Ancien membre
- Vincent "Vince" GIangiulio - guitare (1996-2004)

## Discographie

### Albums
- 2001 : Mas 001
- 2004 : Maîtres du Je

### EPs
- 1999 : Hain Teny
- 2000 : Live Eurockéennes 99